# Timfristós Óros
Timfristós Óros (grekiska: Τυμφρηστός) är ett berg i Grekland.   Det ligger i regionen Grekiska fastlandet, i den centrala delen av landet, 200 km nordväst om huvudstaden Aten. Toppen på Timfristós Óros är 2 071 meter över havet.
Terrängen runt Timfristós Óros är kuperad åt sydost, men åt nordväst är den bergig. Runt Timfristós Óros är det ganska glesbefolkat, med 23 invånare per kvadratkilometer. Närmaste större samhälle är Karpenísi, 4,7 km sydväst om Timfristós Óros. I omgivningarna runt Timfristós Óros växer i huvudsak blandskog.